# Nikhil D'Souza
Nikhil D'Souza (21 de noviembre de 1981, Bombay), es un cantante de playback,  compositor y guitarrista indio. Fue ganador de un festivar de música llamado "South Asia Soloist Winner at SUTASI '09".  Hizo su debut como cantante de playback en la película titulada "Aisha Rajshree Ojha".

## Biografía
Nikhil nació y creció en Mumbai. Se especializó en geología en la Universidad St. Xavier, de Mumbai. El género musical que interpreta definidamente son el pop/alternativo con influencias del folk. Su música tiene una calidad melódica, debido al uso de afinaciones alternativas, favorecida por artistas como Nick Drake y Jeff Buckley, en la mayoría de sus pistas musicales. Sus principales influencias han sido artistas como Sting, Jeff Buckley, Radiohead, Damien Rice y entre otros. Al principio, en la universidad, formó parte de un grupo musical llamado “Mr. John’s Banned”, una banda intérpretes del género Rock en el 2000 y que alcanzó un grado de éxito, en el circuito de Mumbai en su momento. Durante este período, fue también guitarrista, compositor y cantante de reserva para Lima Yanger, un cantante independiente. Fue en ese tiempo, que con un par de otros músicos, formaron la banda llamada "Sleeping Buddha", una banda musical de género R & B, que lanzaron un álbum titulado "“Empty Screen", bajo el sello de Times Music en 2001. Nikhil en solitario, se inició primeramente en el Teatro Prithvi, en Mumbai, a principios de noviembre de 2007, durante el festival de "Thespo". A mediados del 2008 vio el lanzamiento de su acto solista, a Nik Frey, con un mayor énfasis en las composiciones originales, la banda debutó en el Zenzi a finales del mes de julio de dicho año y se presentaron por primera vez en el Kaleidoscope, Sophia College.

## Canciones de Bollywood
| Año  | Canción                                                 | Película                    | Composición        | C-intérprete(s)                               |
| ---- | ------------------------------------------------------- | --------------------------- | ------------------ | --------------------------------------------- |
| 2010 | "Shaam"                                                 | Aisha                       | Amit Trivedi       | Amit Trivedi, Neuman Pinto                    |
| 2010 | "Mere Bina"                                             | Crook                       | Pritam             | -                                             |
| 2010 | "Anjaana Anjaani Ki Kahani"                             | Anjaana Anjaani             | Vishal-Shekhar     | Monali Thakur                                 |
| 2010 | "Main Jiyunga"                                          | Break Ke Baad               | Vishal-Shekhar     | -                                             |
| 2011 | I'm The One                                             | Ishaan                      |                    | -                                             |
| 2011 | "Khwab" (Rock)                                          | Kucch Luv Jaisaa            | Pritam             | -                                             |
| 2011 | "Khwab" (Raghav’s Confession)                           | Kucch Luv Jaisaa            | Pritam             | -                                             |
| 2011 | "Hello Hello Laila"                                     | Dhada                       | Devi Sri Prasad    | Neha Bhasin                                   |
| 2011 | "You're So Beautiful"                                   | Haunted                     | Chirantan Bhatt    | -                                             |
| 2011 | "Lamha Lamha"                                           | Ye Stupid Pyar              | Vipin Patwa        | -                                             |
| 2012 | "Gubbare Gubbare"                                       | Ek Main Aur Ekk Tu          | Amit Trivedi       | -                                             |
| 2012 | "Dil Ye Bekarar Kyu Hain - Reprise "                    | Players                     | Pritam             | Priyani Vani                                  |
| 2012 | "Jannatein Kahan" (Power Ballad)                        | Jannat 2                    | Pritam             | -                                             |
| 2012 | "Sang Hoon Tere"                                        | Jannat 2                    | Pritam             | -                                             |
| 2012 | "Tere Naam"                                             | Cocktail                    | Pritam             | -                                             |
| 2012 | "Anu Vidhaiththa Boomiyile" (Tamil) "Koi Kahin" (Hindi) | Vishwaroop                  | Shankar–Ehsaan–Loy | Kamal Haasan                                  |
| 2012 | "Bas Main Aur Tu"                                       | Akaash Vani                 | Hitesh Sonik       | - Neeti Mohan                                 |
| 2012 | "Dooriyan"                                              | Cigarette Ki Tarah          | -                  | -                                             |
| 2013 | "Out of Control"                                        | David                       | Mikey McCleary     | Preeti Pillai                                 |
| 2013 | "Jaata Hai Tujh Tak"                                    | Murder 3                    | Anupam Amod        | -                                             |
| 2013 | "Jaata Hai Tujh Tak" (Film Version)                     | Murder 3                    | Anupam Amod        | -                                             |
| 2013 | "Thu Hi Rey"                                            | Gunde Jaari Gallanthayyinde | Anoop Rubens       | Nithya Menen                                  |
| 2013 | "Alvida"                                                | D-Day (2013 film)           | Shankar-Ehsaan-Loy | Sukhvinder Singh, Shruti Hassan, Loy Mendonsa |
| 2013 | "Har Kisi Ko"                                           | Boss (2013 film)            | Chirantan Bhatt    |                                               |
| 2013 | "Ninne Ninne Chusthunte"                                | Adda (2013 film)            |                    |                                               |
| 2014 | "O Gujariya"                                            | Queen                       | Amit Trivedi       | Shefali Alvares                               |